# Ernst Kunth
Johann Carl Ernst Kunth (* 5. Dezember 1809 in Gerlachsheim bei Lauban; † 14. Dezember 1882 in Bunzlau) war ein deutscher Lehrer und Politiker.

## Leben
Kunth studierte von 1831 bis 1834 Katholische Theologie und Philologie in Breslau. Danach war er bis 1839 Hauslehrer in Nieder-Langenöls, dann bis 1865 Lehrer und Erzieher, schließlich bis 1870 Oberlehrer an den vereinigten Unterrichts- und Erziehungsanstalten des königlichen Waisenhauses und Schullehrerseminars in Bunzlau.
Er war vom 18. Mai 1848 bis 10. April 1849 für den Wahlkreis der Provinz Schlesien Mitglied der Frankfurter Nationalversammlung in Bunzlau in der Fraktion Westendhall, dann Augsburger Hof. 